# Angina pektoris
Angina pektoris je napad hude bolečine v prsnem košu za prsnico, ki pogosto izžareva v levi zgornji ud ali vrat ter je pogosto povezana z občutkom dušenja in smrtnega strahu. Pojavi se ob naporu ali razburjenju. Pogosto je vzrok nezadostna prekrvljenost (ishemija) srčne mišice zaradi obstrukcije ali vazospazma venčnega žilja.
Najpogosteje je posledica koronarne arterijske bolezni, aterosklerotično prizadetih venčnih žil, ki prekrvljajo srčno mišico. Lahko pa je tudi posledica slabokrvnosti, srčne aritmije ali srčnega popuščanja. 
Med jakostjo bolečine in stopnjo primanjkovanja kisika v srčni mišičnini je le majhna povezava; huda bolečina se lahko pojavi tudi ob blagem pomanjkanju, pri katerem je tveganje za nastop srčne kapi majhno ali ga sploh ni, po drugi strani pa lahko srčna kap nastopi tudi povsem brez bolečine. V nekaterih primerih je lahko bolečina zelo huda in v začetku 20. stoletja je veljalo, da je pokazatelj grozeče smrti. Razvoj zdravljenja je močno izboljšal prognozo angine pektoris in na primer pri bolnikih s povprečno starostjo 62 let in z zmerno do hudo stopnjo angine pektoris je petletno preživetje okoli 92-odstotno.
Angina pektoris je lahko stabilna (se ne spreminja v daljšem obdobju) ali nestabilna (poslabšanje, nenaden nastop napadov angine pektoris v mirovanju ali napadi, ki trajajo dlje kot 15 minut). Nestabilna angina pektoris lahko vodi v srčno kap, zato zahteva takojšnjo medicinsko pomoč in se na splošno zdravi podobno kot sama srčna kap. 

## Vzroki
Najpogostejši razlog za znižano preskrbo srčne mišice s kisikom so aterosklerotične zožitve koronarnih arterij. V manjšem odstotku je ishemija srčne mišice posledica neaterosklerotičnih vzrokov. Neaterosklerotični vzroki so lahko prirojeni (prirojene nepravilnosti venčnih arterij, na primer prirojene fistule, anevrizme) in pridobljeni (neaterosklerotične zožitve venčnih žil, vazospazem, vnetje stene aorte, na primer zaradi sifilisa). Pogostejši so slednji. Angina pektoris je neredko posledica kombiniranega delovanja več dejavnikov, tako ateroskleroze kot tudi neaterosklerotičnih dejavnikov. Za natančno opredelitev vzrokov je treba opraviti predvsem koronarografijo.